# Tipuana expallida
Tipuana expallida är en insektsart som beskrevs av Young 1977. Tipuana expallida ingår i släktet Tipuana och familjen dvärgstritar. Inga underarter finns listade i Catalogue of Life.